# Барке (Прато)
Барке је насеље у Италији у округу Прато, региону Тоскана.
Према процени из 2011. у насељу је живело 48 становника. Насеље се налази на надморској висини од 107 м.